# Jošan
Jošan es una localidad de Croacia en el municipio de Udbina, condado de Lika-Senj.

## Geografía
Se encuentra a una altitud de 687 m s. n. m. a 244 km de la capital nacional, Zagreb.

## Demografía
En el censo 2011 el total de población de la localidad fue de 66 habitantes.
| Gráfica de población de Jošan 1857-2011                             |
|                                                                     |
| Según los censos de población de la oficina estadística de Croacia. |